# Revolution 2023
Revolution 2023 è stata la quarta edizione dell'omonimo evento in pay-per-view prodotto annualmente dalla All Elite Wrestling e si è svolto il 5 marzo 2023 al Chase Center di San Francisco, California.

## Risultati
| #     | Match | Stipulazioni                                                  | Durata  |
| ----- | --- | ------------------------------------------------------------- | ------- |
| BuyIn | Mark Briscoe e i Lucha Brothers (con Alex Abrahantes) hanno sconfitto Ariya Daivari e i Varsity Athletes (con Mark Sterling)                          | Six-man tag team match                                        | 12:50   |
| 1     | Ricky Starks ha sconfitto Chris Jericho | Single match                                                  | 13:35   |
| 2     | Jack Perry ha sconfitto Christian Cage | Final burial match                                            | 14:50   |
| 3     | House of Black hanno sconfitto l'Elite (Kenny Omega e gli Young Bucks) (c)                                                                            | Six-man tag team match per l'AEW World Trios Championship     | 18:00   |
| 4     | Jamie Hayter (c) (con Britt Baker) ha sconfitto Saraya (con Toni Storm) e Ruby Soho                                                                   | Three-way match per l'AEW Women's World Championship          | 10:00   |
| 5     | Adam Page ha sconfitto Jon Moxley per sottomissione                                                                                                   | Texas death match                                             | 24:45   |
| 6     | Wardlow ha sconfitto Samoa Joe (c) | Single match per l'AEW TNT Championship                       | 10:40   |
| 7     | The Gunns (c) hanno sconfitto The Acclaimed (con Billy Gunn), Jay Lethal e Jeff Jarrett (con Sonjay Dutt e Satnam Singh) e Orange Cassidy e Danhausen | Four-way tag team match per l'AEW World Tag Team Championship | 13:35   |
| 8     | MJF (c) ha sconfitto Bryan Danielson 4-3 nei tempi supplementari                                                                                      | 60 minutes-iron man match per l'AEW World Championship        | 1:05:20 |